# Kohlhof (Heidelberg)

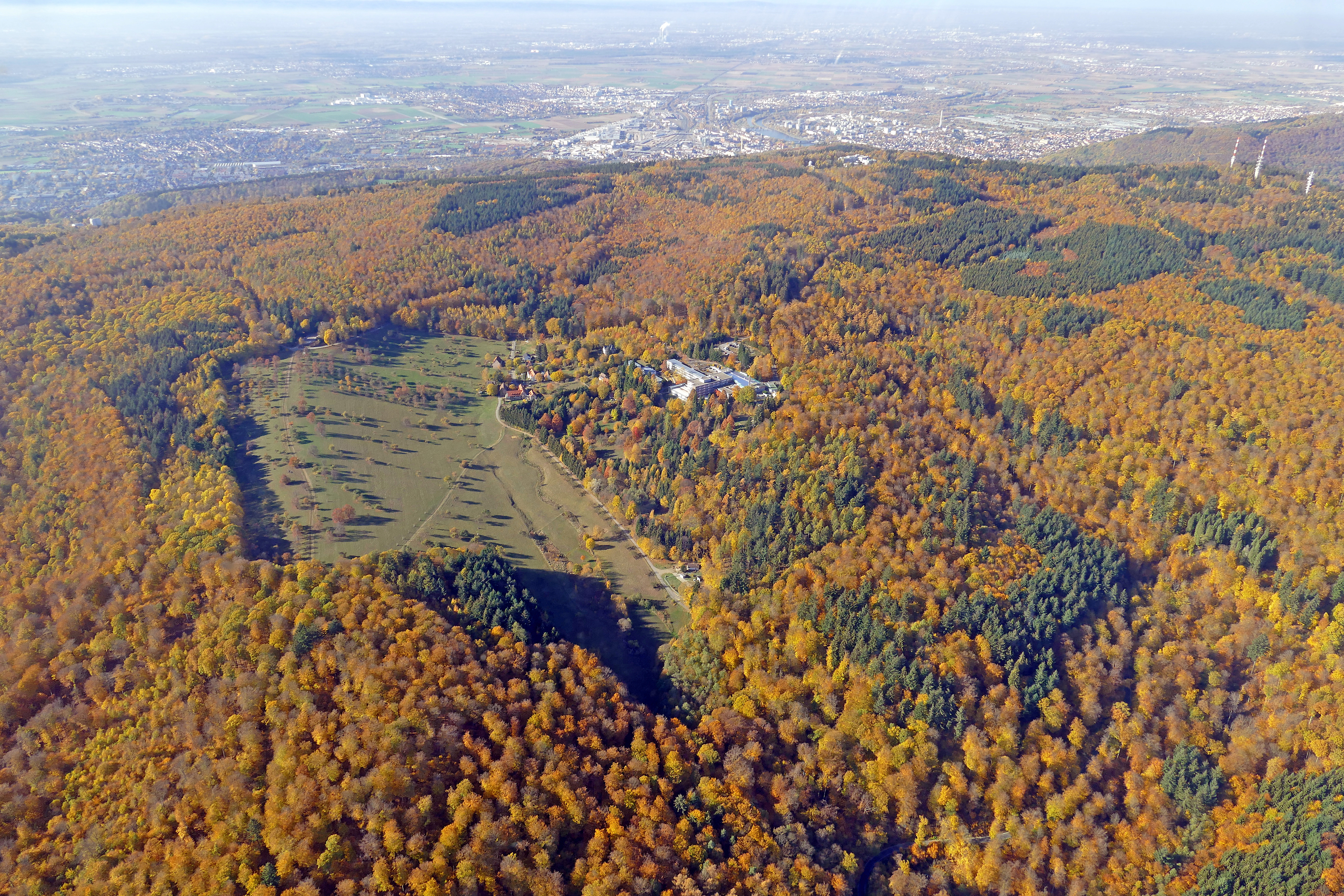
Luftaufnahme des Kohlhofs mit Blick nach Heidelberg ins Neckartal

Der Kohlhof (dunkelrot) im Vergleich zum Stadtgebiet Heidelbergs (rot)

Der Kohlhof (ⓘ) ist eine lose Ansammlung von 10 Anwesen im Gebiet des Königstuhls im Stadtwald von Heidelberg. Der Kohlhof befindet sich im Landschaftsschutzgebiet Bergstraße Mitte und zählt baurechtlich nach § 35 Baugesetzbuch zum Außenbereich. Verwaltungstechnisch gehört er zum Stadtteil Altstadt.
Der Ort entstand im frühen 18. Jahrhundert als Rodungssiedlung, in der anfangs Feldwirtschaft und später Obstbau betrieben wurde. Seit dem frühen 20. Jahrhundert wurde die Landwirtschaft im Bereich des Kohlhofs zunehmend aufgegeben und die verbliebenen Gebäude vor allem von Künstlern und Intellektuellen zu Wohnzwecken umgenutzt. Es gab zeitweise mehrere Gastwirtschaften am Kohlhof, so dass dieser auch ein beliebtes Ausflugsziel war. Aus einem 1890 eröffneten Kurhotel entstand ab 1950 eine Rehabilitationsklinik für Herz-, Kreislauf- und Atemwegserkrankungen, die jährlich rund 2000 Patienten aufnimmt.

## Lage und Klima

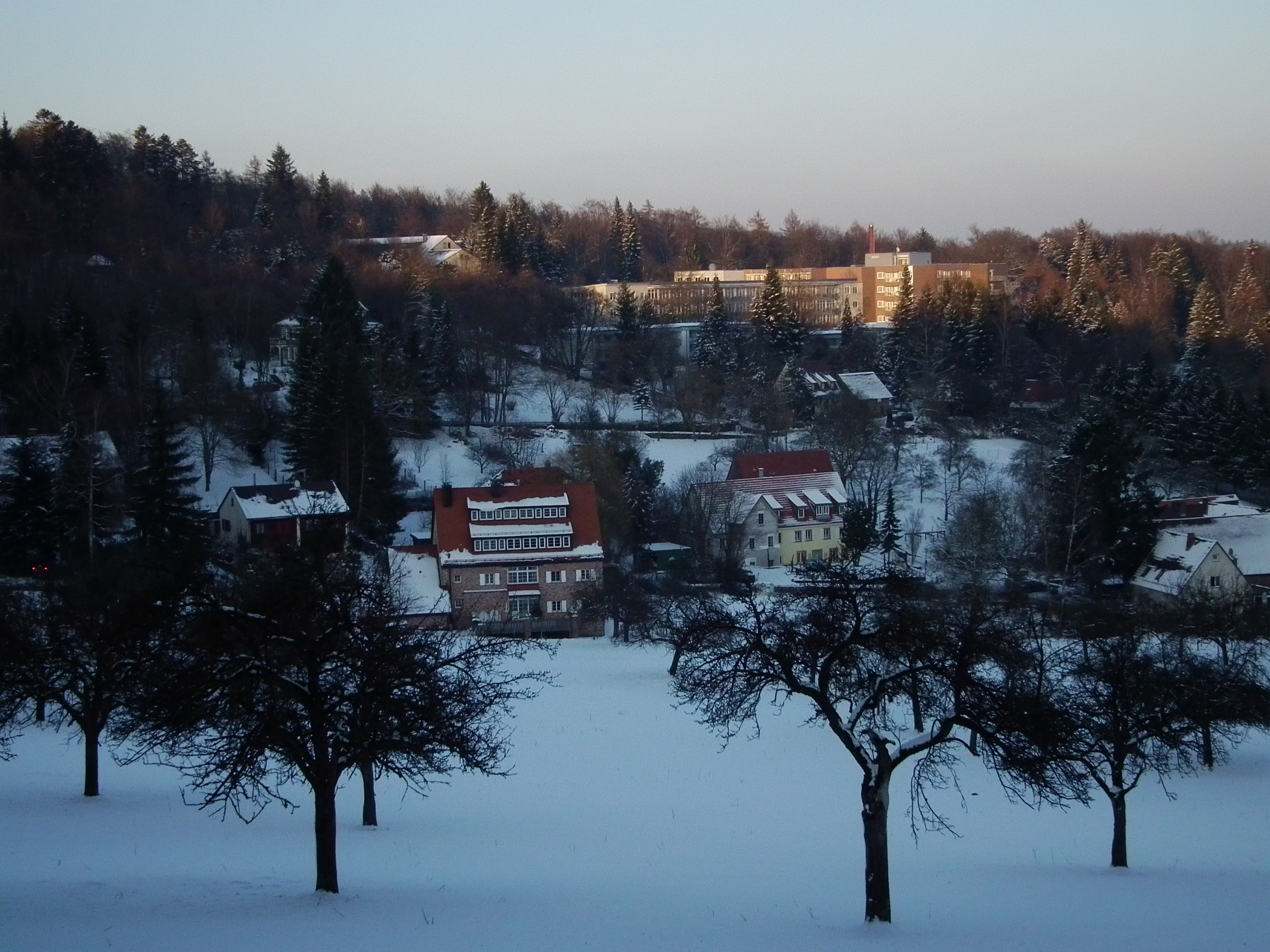
Kohlhof im Winter. Im Vordergrund die Wohnsiedlung, im Hintergrund die Reha-Klinik (Aufn. Januar 2011)

Der Kohlhof liegt auf einer Rodungsinsel von unter einem halben Quadratkilometer Größe etwa 3 km außerhalb des eigentlichen Stadtgebietes von Heidelberg, gehört jedoch verwaltungstechnisch zur Altstadt. Aufgrund seiner exponierten Lage nimmt der Kohlhof eine Sonderstellung ein und wurde beispielsweise bei Stadtteilrahmenplänen oder der Bewerbung zum UNESCO-Welterbe nicht berücksichtigt. Näher als die Altstadt liegt der Boxberg im Südwesten, zu dessen Geltungsbereich er früher zählte. Benachbart sind die Gemeinde Gaiberg im Süden sowie das zum Stadtgebiet von Neckargemünd zählende Dorf Waldhilsbach im Südosten und Neckargemünd selbst im Osten.
Der Kohlhof liegt in 430–480 m ü. NHN am linken Hang und auf dem Talgrund der flachen, ostwärts verlaufenden Mulde des zum oberen Hilsbach auslaufenden Michelsbrunnengrabens gut anderthalb Kilometer südlich des Königstuhl-Gipfels. Das Wetter weicht häufig von dem des tiefer gelegenen Stadtgebiets ab, von dem große Teile auf Höhen um nur 110 m ü. NHN liegen. So kann es vorkommen, dass auf dem Kohlhof die Sonne scheint, während es im übrigen Heidelberg neblig ist. Umgekehrt stauen sich im Winterhalbjahr von Westen kommende Wolken an den umgebenden Höhenzügen, was zu häufigem Nebel führt.
Unter dem Kohlhof steht eine etwa 400 Meter dicke Sandsteinschicht an. Die oberen Erdschichten der Rodungsinsel bestehen aus lehmigem Löss. Der Sandstein kommt am nahen Nordostabhang des Königstuhls zutage, dem so genannten Felsenmeer. In der Senke des Kohlhof und seiner Umgebung entspringen zahlreiche Quellen, die zum Elsenztal hin abfließen, darunter der Michaelsbrunnen und der Busenbrunnen.

## Geschichte

### Siedlungsgründung

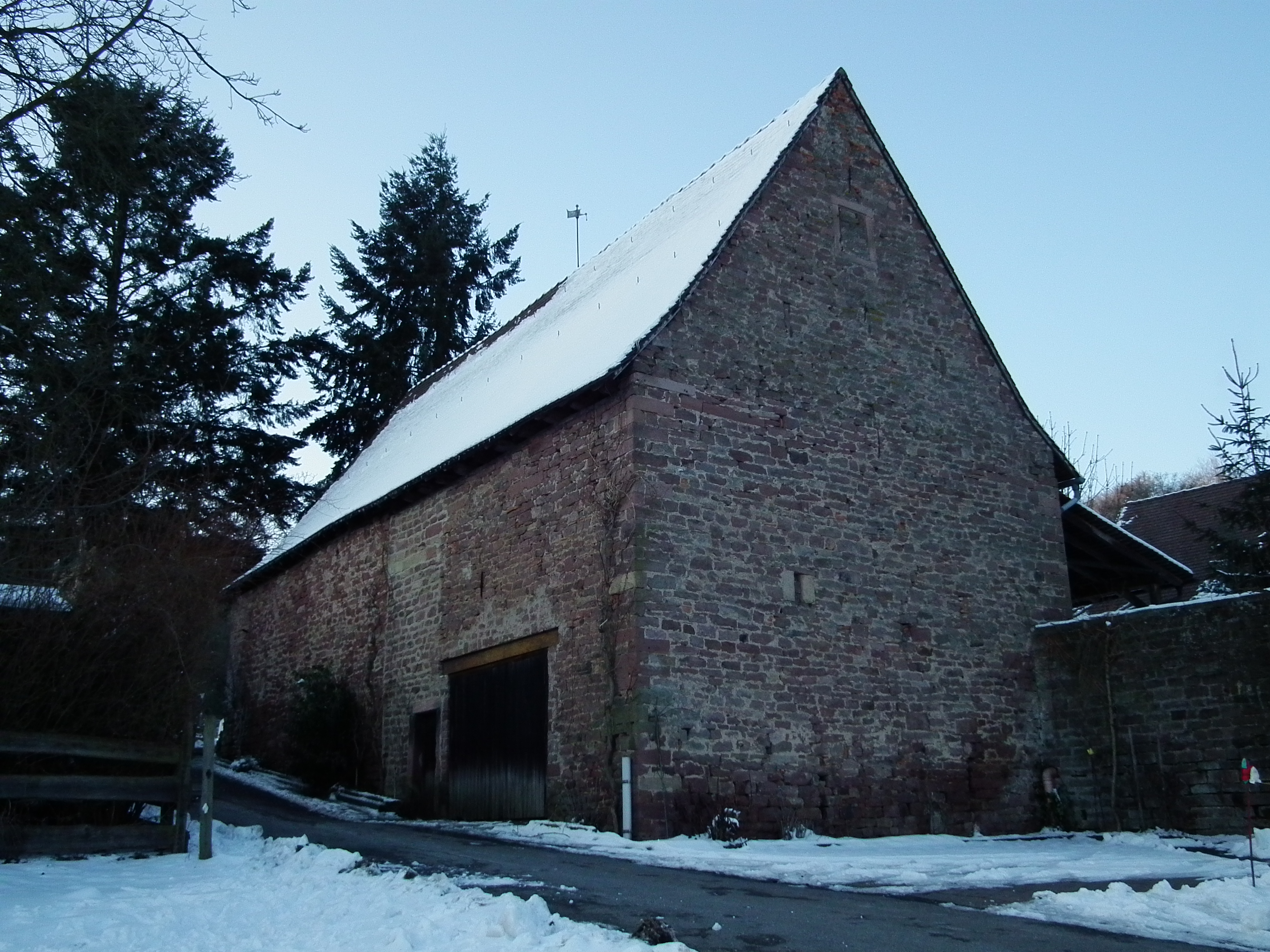
Scheune des Alten Kohlhofs von 1760

In der frühen Neuzeit wurden die sich südöstlich der Heidelberger Altstadt erstreckenden Berge intensiver genutzt als heute. In Ansichten des 17. Jahrhunderts erscheinen Königstuhl und Gaisberg nahezu unbewaldet. Der Name Gaisberg deutet auf die intensive Beweidung durch Ziegen hin, was der Grund für die damalige Baumlosigkeit des Berges sein könnte. Mit Zustimmung des kurpfälzischen Oberjägermeisters Eberhard Friedrich von Venningen und der Stadt Heidelberg wurde im Jahre 1706 mit der Rodung des städtischen Allmendwaldes an der Stelle des heutigen Kohlhofs begonnen, um Felder anzulegen. Der von der Stadt an jener Stelle errichtete und an Pächter vergebene Hof hieß wegen des dort entspringenden Brunnens zunächst Busenbronner Hof. Der heutige Name Kohlhof hat sich erst im Laufe der Zeit durchgesetzt und zeugt wahrscheinlich von der im nahen Kohlwald, vor allem auf der Großen Kohlplatt, betriebenen Köhlerei.
1748 waren etwa 58 Hektar Wald beim Kohlhof gerodet, hinzu kamen noch einige Erbpachtwiesen in einem Seitental in Richtung Gaiberg. 1789 gab es 14 Erbpächter, die Einwohnerzahl des Kohlhofs dürfte damals etwa 100 Personen betragen haben.
Bis zum Bau eines neuen Verbindungsweges im Jahr 1903 führte der einzige Weg von Heidelberg nach Waldhilsbach (Alter Hilsbacher Vizinalweg) quer durch die Nutzflächen des Kohlhofes. Die Kernflächen des Hofs waren, zum Teil dem Lauf des Forellenbachs folgend, jedoch ummauert und gegen Wildschäden umschlossen, so dass man auf dem Weg durch das Kohlhofgelände Tore zu passieren hatte. Das südöstliche Tor der Umfriedung, das Hilsbacher Tor, blieb am Hilsbachertorweg erhalten.

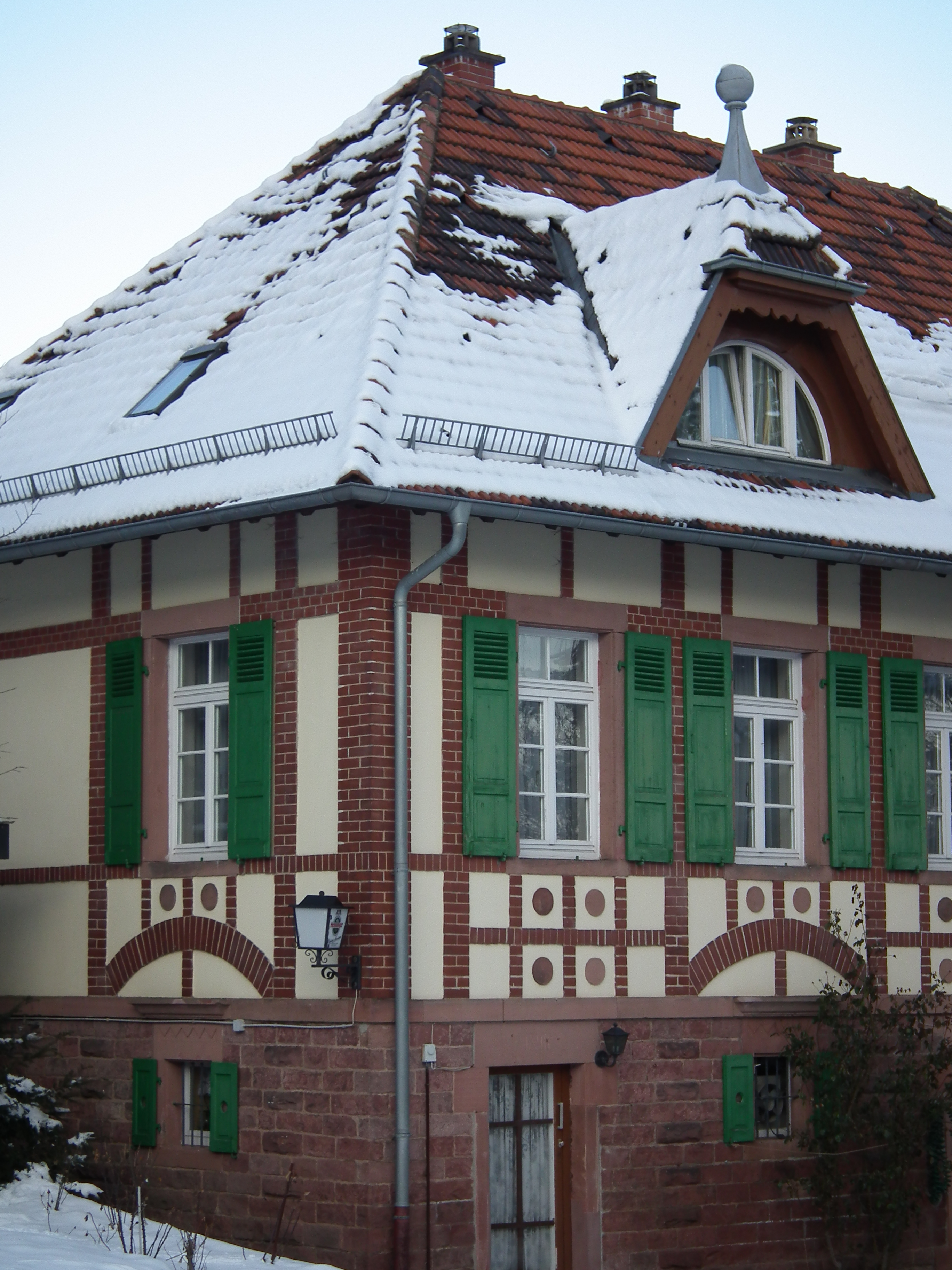
Forsthaus von 1896

Möglicherweise schon im späten 18., spätestens aber im frühen 19. Jahrhundert wurde der Kohlhof auch als Ausflugsziel entdeckt. Anfangs waren es zum Beispiel Kirchweihgesellschaften, die den beschwerlichen Weg von der Altstadt hinauf in die bewaldeten Berge auf sich nahmen.
1831 gab es 13 Erbpächter. Ab der Mitte des 19. Jahrhunderts wanderten jedoch viele Familien ab und die Bevölkerungszahl sank. Von einst mehreren Höfen wurde Anfang des 20. Jahrhunderts nur noch einer betrieben. Die brachliegenden Flächen wurden in Streuobstwiesen umgewandelt oder wiederaufgeforstet. Viele bäuerliche Gebäude wurden abgerissen und an ihrer Stelle entstanden Häuser für Förster und Waldarbeiter. Außerdem gab es im 19. Jahrhundert zwei Gastwirtschaften, darunter ein kleiner Gastraum in der ältesten Hofstelle am Busenbrunnen (Nr. 5), die vor 1854 zeitweilig auch als Schule mit Lehrerwohnung genutzt wurde.

### Einsetzender Tourismus
Gleichzeitig mit der Abwanderung der Landwirte vom Kohlhof und dessen Strukturwandel setzte im 19. Jahrhundert mit der Wiederentdeckung des Heidelberger Schlosses durch die Romantiker und mit der Errichtung des Aussichtsturms auf dem Königstuhl 1832 eine touristische Nutzung der Hochflächen südöstlich von Heidelberg ein. Bereits in den 1830er Jahren bemühte sich der damalige Gastwirt des Kohlhofs um Gäste aus Heidelberg. Um 1840 wurde das Gebäude nach einem Brand umgestaltet.
Heidelberger Bürger gründeten die Kohlhof Aktiengesellschaft, die von der Stadt Heidelberg günstig ein Gelände nordöstlich oberhalb der alten Siedlung erwarb, auf dem 1889 das Kurhotel Kohlhof errichtet wurde. Der Bau des Kurhotels gab einen wichtigen Impuls zum Bau der bereits länger geplanten Heidelberger Bergbahn. Nach Eröffnung des Kurhotels 1890, das bald einen ausgezeichneten Ruf genoss und zahlreiche prominente Gäste anzog, gab sich das alte Gasthaus am Busenbrunnen den Namen Alter Kohlhof.
Für das Kurhotel wurde 1910 ein eigenes Elektrizitätswerk erbaut.

### Weimarer Republik und Zweiter Weltkrieg
Vor allem seit dem Ersten Weltkrieg wurde der Heidelberger Kohlhof ein Ort, an dem sich vor allem im Sommer Künstler und Intellektuelle trafen und niederließen. Optischen Niederschlag fand dies in dem 1912/1914 für Anna Braunbehrens errichteten Gebäude Kohlhof 9 (Villa Braunbehrens). Frau Braunbehrens war mit dem Folkwang-Gründer Osthaus verwandt und ließ ihr die Siedlung prägendes Sommerhaus im Stil des Art Nouveau erbauen. Anfang der 1920er Jahre ließ dann der Bildhauer Otto Schließler auch ein Sommerhaus im Kohlhof errichten.
Der russische Maler und Bildhauer Igor von Jakimow (1885–1962) lebte in den Jahren ab 1931 bis zu seinem Tod in Heidelberg und verbrachte jeweils im Frühjahr und Sommer auch mehrere Monate auf dem Kohlhof, was sich in vielen seiner Bilder niederschlug. Die Stadt Heidelberg hat zahlreiche Jakimow-Gemälde mit Kohlhof-Motiven erworben.
Das Kurhotel hatte in der Zeit der Weimarer Republik insbesondere jüdische Gäste. In der Zeit des Nationalsozialismus kam es rasch als „Judenhotel“ in Verruf und in wirtschaftliche Schieflage. Über eine Zwangsversteigerung kam es an die Bezirkssparkasse Heidelberg, die es anschließend selbst betrieb.
Als die Nationalsozialisten ab 1934 die zuvor wirtschaftlich erfolglosen Heidelberger Festspiele als Reichsfestspiele wiederauferstehen ließen und zahlreiche bedeutende Schauspieler nach Heidelberg brachten, wurden viele von diesen im Kohlhof einquartiert. Heinrich George, Gustav Knuth, Werner Hinz und Gisela Uhlen logierten in der damals noch zum Alten Kohlhof zählenden Villa Camembert.
Während der Alte Kohlhof auch in den Kriegsjahren noch eine Ausflugsgaststätte war, konnte die Bezirkssparkasse ihr Kurhotel nach Kriegsbeginn 1939 nicht mehr wirtschaftlich führen. 1940 erwarb die I.G. Farben das Kohlhof-Hotel und nutzte es bis 1945 als Erholungsheim für Betriebsangehörige. Die I.G. Farben mietete zusätzlich noch die Villa Braunbehrens und sah die Liegenschaften als möglichen Ausweichort, falls der Hauptsitz in Ludwigshafen am Rhein durch Kriegsschäden zerstört werden sollte. 1944 waren Teile des Werksarchivs der I.G. Farben auf dem Kohlhof ausgelagert und viele Angehörige von höheren Angestellten suchten dort Schutz vor dem Bombenkrieg. Außerdem fanden während der Kriegsjahre auf dem Gelände des Kohlhof-Hotels unter dem Tarnnamen Schornsteinfeger geheime Versuche der I.G. Farben statt, U-Boote mit einer Tarnbeschichtung zu versehen und sie für Funkmessstrahlen (Radar) unsichtbar zu machen. Die Versuchsanlage wurde 1944 nach Messelhausen verlegt.

### Prominenten-Wohnort
Die Zerstörung ihrer vormaligen Wohnungen im Krieg, die Wohnungsnot nach Kriegsende und sonstige Umstände führten dazu, dass zahlreiche Prominente sich bald nach Ende des Zweiten Weltkriegs im Kohlhof niederließen.
Der seines Amtes enthobene OB Carl Neinhaus bezog 1945 ein Gebäude auf dem Kohlhof, um dort sein Entnazifizierungsverfahren vorzubereiten. Neinhaus wurde 1952 als OB wiedergewählt, er wohnte noch bis 1958 im Kohlhof.
Bildhauer Schließler, dessen Atelier in Karlsruhe im Krieg zerstört worden war, bezog nach dem Krieg dauerhaft sein Kohlhof-Sommerhaus.
Spätestens zum Wintersemester 1946 bezog auch der Komponist Wolfgang Fortner eine Wohnung in der Villa Braunbehrens, wo er bis 1950 die als Kohlhof-Club bezeichnete Komponistengruppe um sich scharte und unterrichtete, zu der unter anderem Hans Werner Henze, Hans Ulrich Engelmann, Günther Becker, Ernst-Ulrich von Kameke und Wolfgang Ludewig zählten.
Im Kohlhof ließen sich auch bis in die Gegenwart hinein weitere Künstler und Intellektuelle nieder. 1979 bezog der Künstler Pieter Sohl, Sohn des Malers Will Sohl, das von Bildhauer Schließler erbaute Kohlhof-Gebäude. Das Haus Nr. 9 (Villa Braunbehrens) befindet sich seit längerer Zeit in städtischem Besitz und war von 1985 bis 2015 an den Bildhauer Klaus Horstmann-Czech (1943–2022), einen Schüler Bernhard Heiligers, vermietet. Die ehemalige Bundesvorstandssprecherin der Grünen, Manon Andreas-Grisebach, lebte von 1989 bis 1999 im Kohlhof und veranstaltete dort in ihrer modernisierten Scheune ein eigenes Kulturprogramm.

### Bau der Reha-Klinik
Das Kohlhof-Hotel wurde nach dem Zweiten Weltkrieg zunächst von der US-Armee beschlagnahmt und als Soldatenheim genutzt. Bei der Rückgabe an die BASF 1947 hatte diese kein Interesse mehr an einer weiteren Nutzung der Anlage und verpachtete das Hotel an die Innere Mission, die darin eine TBC-Heilklinik für Kinder einzurichten begann. Die Währungsreform 1948 ließ die Pläne jedoch scheitern, so dass das Hotel 1949 an die Landesversicherungsanstalt kam, die es zu einer Fachklinik für Herz- und Kreislauferkrankungen umbaute.
Seit Eröffnung der Reha-Klinik in den 1950er Jahren ist diese die bestimmende Komponente des Kohlhofs. Das in der unmittelbaren Nähe gelegene Gasthaus Alter Kohlhof wurde 1957 nach Komplettabriss der Altsubstanz erheblich vergrößert neu errichtet, von etwa 1960 bis 1970 bestand in der Villa Braunbehrens außerdem das Café Ehmann eines bekannten Heidelberger Gastronomen. Die Gastronomiebetriebe profitierten von den Patienten der Reha-Klinik, von deren Besuchern und von sonstigen Ausflüglern.
Die Baulichkeiten und Ausdehnung der Reha-Klinik übertreffen inzwischen deutlich die der Wohnsiedlung. Die nach 1960 vorgenommenen Erweiterungen sowie der Abriss des bestandsgeschützten Ursprungsgebäudes und Neubau des Hauptgebäudes widersprechen dem geltenden § 35 Baugesetzbuch, der Bauen im Außenbereich regelt und hätten nicht genehmigt werden dürfen.

### Gegenwart
Bis in die 1980er Jahre fand noch intensiv Obstbau auf dem Kohlhof statt und wurden einige der Gebäude noch von den städtischen Obstbaumwarten genutzt. Der Obstbau wurde dann jedoch weitgehend eingestellt. Von den einst großflächigen Obstbauflächen kündet nur noch ansatzweise das regelmäßige Raster einiger verbliebener Obstbäume, ein großer Teil der Obstwiesen wurde der Reha-Klinik als Parkfläche zugeschlagen und teilweise wiederaufgeforstet. Die ehemals städtischen Wirtschafts- und Diensträume von Förstern und Obstbaumwarten wurden privatisiert und zu Wohnzwecken umgebaut.

## Historische Gebäude

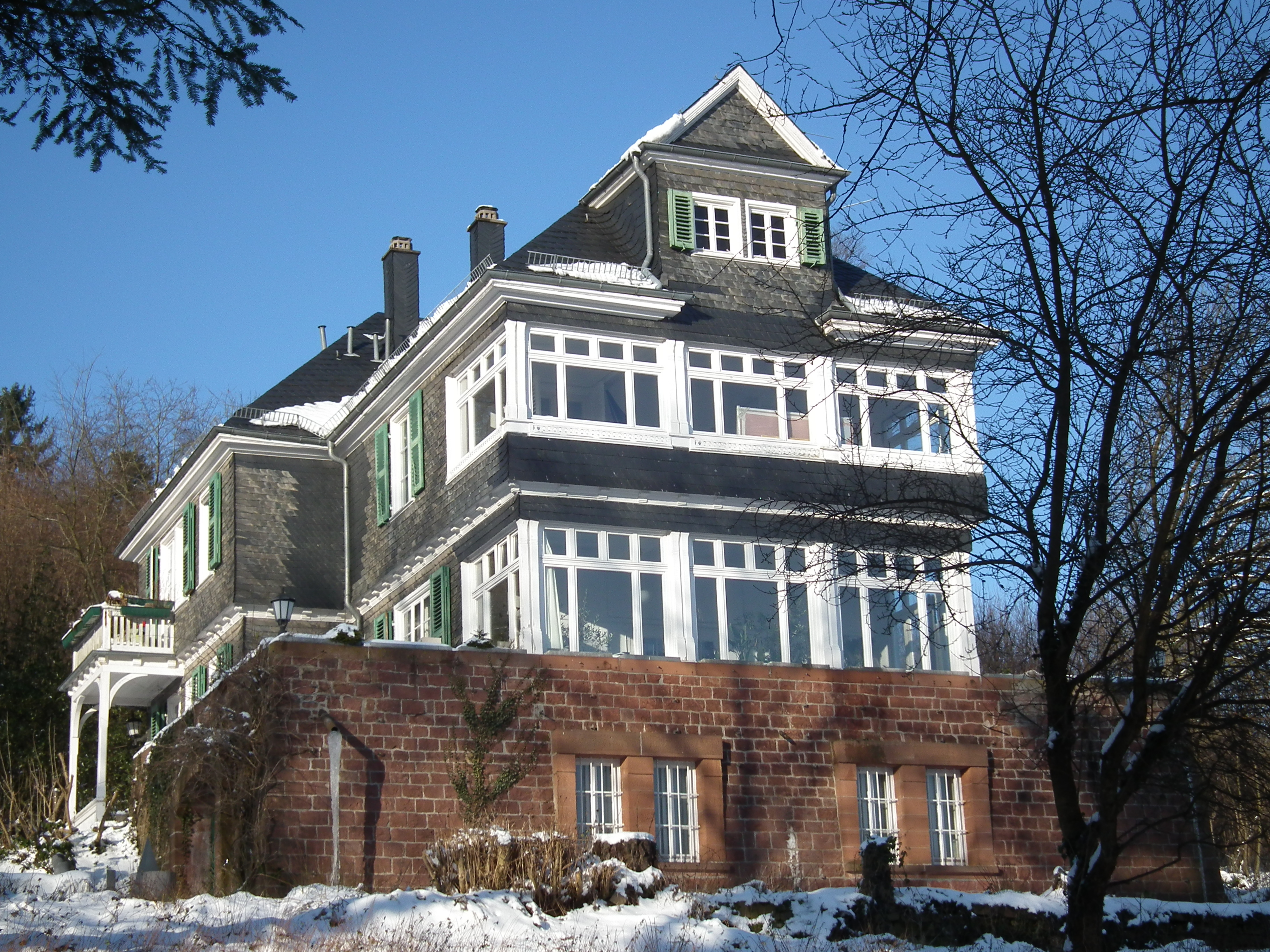
In der Villa Braunbehrens wohnte der Komponist Wolfgang Fortner, später befand sich darin das Café Ehmann.

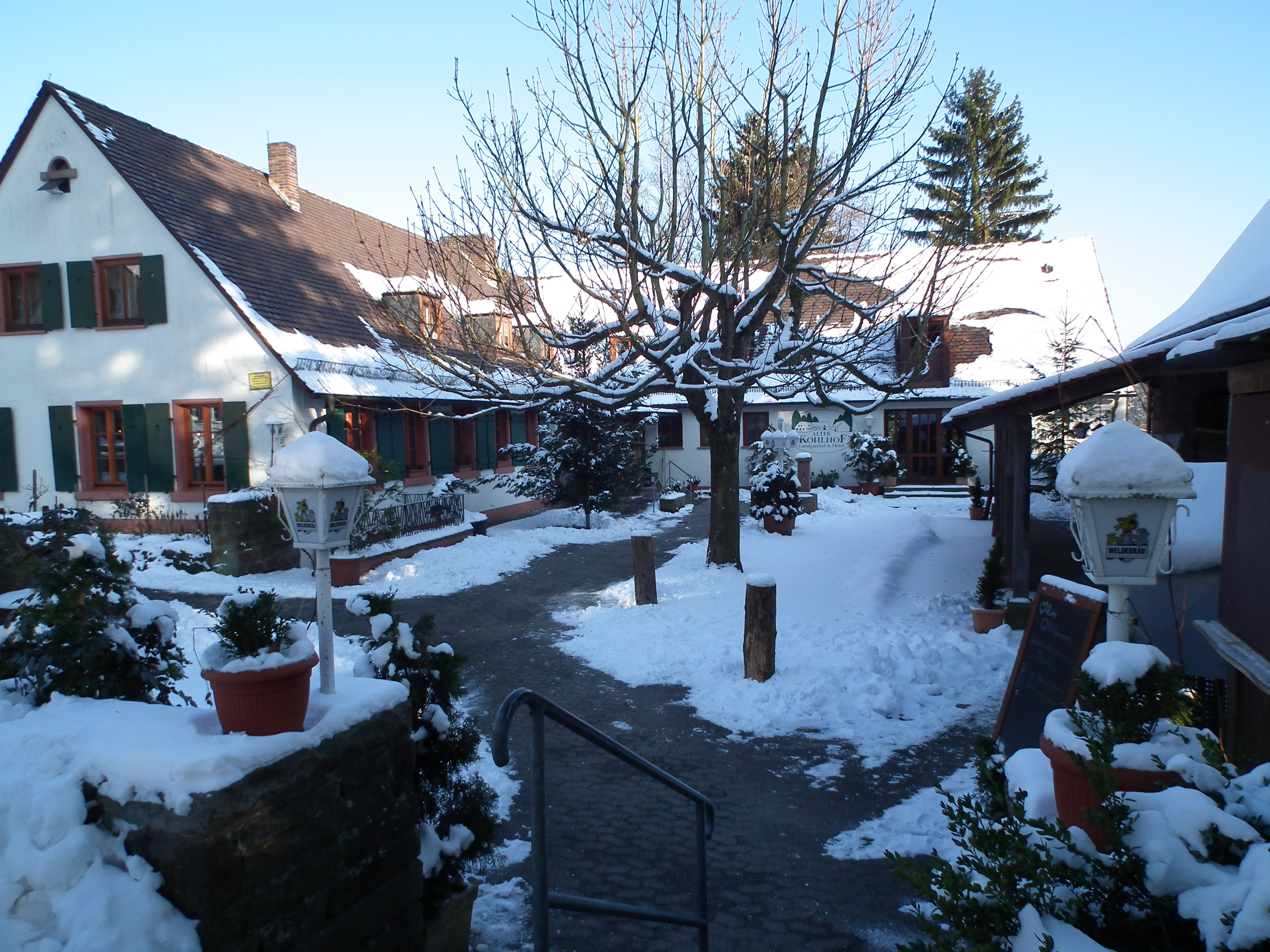
Im ehemaligen Gasthaus Alter Kohlhof verkehrten zahlreiche Prominente.

Abgesehen von dem seit 1951 vielfach veränderten Baubestand der Reha-Klinik umfasst der Kohlhof zehn Wohnhäuser und drei Scheunen. Sieben der Gebäude stammen aus dem 18. und 19. Jahrhundert. Am Rande der Rodungsinsel befindet sich außerdem der Aussichtsturm Posseltslust.
- Kohlhof 1 (Forsthaus). Erbaut 1896 als Dienstwohnung des Försters des Kohlhof-Reviers und der städtischen Obstbaumwarte.

- Kohlhof 3 (Villa Camembert). Bauernhaus aus dem 18. Jahrhundert mit zugehöriger Scheune von 1756. Das Gebäude war in der ersten Hälfte des 20. Jahrhunderts zeitweise Gästehaus des Gasthofs Alter Kohlhof, auf diese Zeit geht auch die scherzhafte Bezeichnung als Villa Camembert zurück, die sich wohl von den damals dort angereichten Käsebroten herleitet. In dem Haus logierten während der Reichsfestspiele von 1934 bis 1938 mehrere bekannte Schauspieler, später war dort regelmäßig der Maler Igor von Jakimow zu Gast. Nach dem Zweiten Weltkrieg diente es mehrere Jahrzehnte als städtisches Forsthaus. 1989 kam es in den Besitz von Manon Andreas-Grisebach, die in der zugehörigen Scheune von 1991 bis 1998 regelmäßige Kulturveranstaltungen abhielt, das Anwesen jedoch 1999 bei ihrem Umzug in die Schweiz wieder verkaufte.

- Kohlhof 4. Eine 1796 errichtete Scheune, die bis 1985 als Wirtschaftsgebäude der Förster und Obstbaumwarte genutzt wurde. Das Gebäude befindet sich seit 1985 in Privatbesitz und wurde in den Jahren bis 1995 unterkellert und zum Wohnhaus umgebaut.

- Kohlhof 5 (Alter Kohlhof). Das Anwesen ist die älteste Siedlungsstelle des Kohlhofs, der ursprüngliche Busenbronner Hof. Darin befand sich vor 1854 auch die Schule der Siedlung. Das Anwesen wurde seit dem 19. Jahrhundert als Gasthof genutzt und erhielt nach dem Bau des Kurhotels Kohlhof seinen gebräuchlichen Namen Alter Kohlhof. Das Hauptgebäude wurde 1957 und 1997 von Grund auf modernisiert, historische Bausubstanz blieb dabei lediglich im Sockelbereich erhalten. Das Anwesen war bis 1997 im Besitz der Stadt. Der Gasthausbetrieb wurde noch bis 2014 von einem Winzer aus Rauenberg geführt und hatte zahlreiche Stammgäste, darunter die Schriftstellerin Hilde Domin und der Nobelpreisträger Günter Grass, der 2005 die Anregung zur Erstellung einer Chronik des geschichtsträchtigen Hofes gab. Nach Schließung des Gasthauses 2014 wurde das Anwesen weiterverkauft. Seit Januar 2017 befindet sich in den Räumlichkeiten das Restaurant oben des Kochs Robert Rädel, der dort 2019 mit einem Stern des Guide Michelin ausgezeichnet wurde.[3]

- Kohlhof 6. Das ehemalige Forstarbeiterhaus von 1748 ist das älteste Gebäude auf dem Kohlhof. Darin lebte von 1945 bis 1958 der Heidelberger OB Carl Neinhaus.

- Kohlhof 9 (Villa Braunbehrens bzw. Café Ehmann). Erbaut 1912/14 für Anna Braunbehrens, eine Cousine des Kunstmäzens Karl Ernst Osthaus, die den Kohlhof während eines Kuraufenthaltes kennengelernt hatte. Das von einem Schüler Henry van de Veldes im Jugendstil erbaute Gebäude liegt nördlich oberhalb der restlichen Siedlung. Die Bauherrin bewohnte es bis 1940, anschließend war die Villa an die I.G. Farben vermietet. Von 1945 bis 1950 lebte darin der Komponist Wolfgang Fortner. Von etwa 1960 bis 1970 war in der Villa das Café Ehmann eingerichtet, danach kam das Gebäude in Besitz der Stadt Heidelberg und wurde von 1985 bis März 2016 von dem Bildhauer Klaus Horstmann-Czech bewohnt. Seither steht es leer.[4]

- Kohlhof 13 (Pumpenhäuschen). Das Gebäude wurde im 19. Jahrhundert als Brunnenstube erbaut. 1953 wurde es in ein Wohnhaus umgebaut, in dem einige Jahre der Heidelberger Pumpenmeister Maier lebte. Heute wird dort ein nebenerwerblicher Imbiss für Wanderer und Ausflügler betrieben.

## Reha-Klinik
Die Reha-Klinik geht auf das 1890 eröffnete Kurhotel Kohlhof zurück, das im Zweiten Weltkrieg von der I.G. Farben genutzt wurde und 1949 an die LVA kam, die es dann zur Reha-Klinik umbaute. Da nach dem Zweiten Weltkrieg zeitweilig auch Pläne bestanden, eine TBC-Heilklinik in dem Hotelkomplex unterzubringen, musste sich die LVA gegenüber dem damaligen OB Hugo Swart verpflichten, in der geplanten Klinik keine ansteckenden Krankheiten zu behandeln. Daraufhin entstand eine Rehabilitationsklinik für Herz- und Kreislauf-Erkrankungen, die nach einem grundlegenden Umbau des Baubestandes 1951 eröffnet wurde. Die Klinik wurde mehrfach erweitert, unter anderem um eine Sporthalle und ein Schwimmbad. Von 1991 bis 2001 wurde die Klinik nochmals umfassend umgebaut. Die Klinik durchlaufen jährlich etwa 2000 Patienten.

## Der Kohlhof als Naherholungsgebiet
Der Kohlhof ist ein beliebter Ausgangspunkt für Wanderungen und Spaziergänge in den Streuobstwiesen und im nahen Wald. Außerdem ist die Umgebung ein populäres Jagdgebiet. Am Rande der Rodungsinsel steht der Aussichtsturm Posseltslust.
In der Zeit nach dem Zweiten Weltkrieg avancierte die Kohlhofwiese zum beliebtesten Heidelberger Wintersportgebiet. Der Kohlhof war Ausgangspunkt für Langlaufwettbewerbe und eine 1948 errichtete Sprungschanze bot Übungsmöglichkeiten für Wettkampfsportler, von denen auf jährlich abgehaltenen Jugendskitagen die Wintersporttalente aus der Region entdeckt werden sollten. insbesondere der Skisport erlebte bis zum Ende der 1950er Jahre seinen Niedergang. Die Wintersportgebiete im Schwarzwald und in den Alpen wurden für die motorisierte Gesellschaft erreichbar und die Anlagen beim Kohlhof genügten den Anforderungen bald nicht mehr. Die Sprungschanze wurde wieder abgerissen und die Wettbewerbe endeten. Heute sind es hauptsächlich noch Rodler aus der Region, die die schneebedeckten Wiesen nutzen.
Die Buslinie 39 des Heidelberger Nahverkehrs, die stündlich den Königstuhlgipfel anfährt, bedient auch den Kohlhof.

## Persönlichkeiten
- Karl Wilhelm Reinmuth (1892–1979), Astronom